# ラテン図書館
ラテン図書館（ラテンとしょかん、英語: the latin library）はアドフォンテス・アカデミーに属する無料、公的に（パブリック・ドメイン）ラテン語の文章を掲載しているウェブサイト。掲載しても問題ないとしているソースからスタッフや有志が入力している。文章にはマクロンや翻訳、学術的な校訂はない。